# Australothis rufa
Australothis rufa là một loài bướm đêm trong họ Noctuidae.